# Národní park Anavilhanas
Národní park Anavilhanas (portugalsky Parque Nacional de Anavilhanas) je národní park v Brazílii, ve spolkovém státě Amazonas. Zároveň se jedná o součást komplexu chráněných území centrální Amazonie (společně s dalším brazilským národním parkem Jaú a rezervacemi Amana a Mamiraua) – světového přírodního dědictví UNESCO. Chráněné území bylo v roce 1981 vyhlášeno ekologickou stanicí; národní park vznikl až v roce 2008.
Národní park zahrnuje 130 km toku řeky Río Negro, ve kterém se nachází rozlehlé souostroví říčních ostrovů a jezer. Šířka řeky v některých místech dosahuje až 17 kilometrů. Kromě jedinečného říčního ekosystému spadá pod ochranu národního parku i tropický deštný les na levém břehu řeky.
Ze zástupců zdejší fauny lze jmenovat např. zvířata margay, mravenečník velký, jaguár americký, pásovec velký, vydra obrovská a kapustňák jihoamerický.

## Fotogalerie

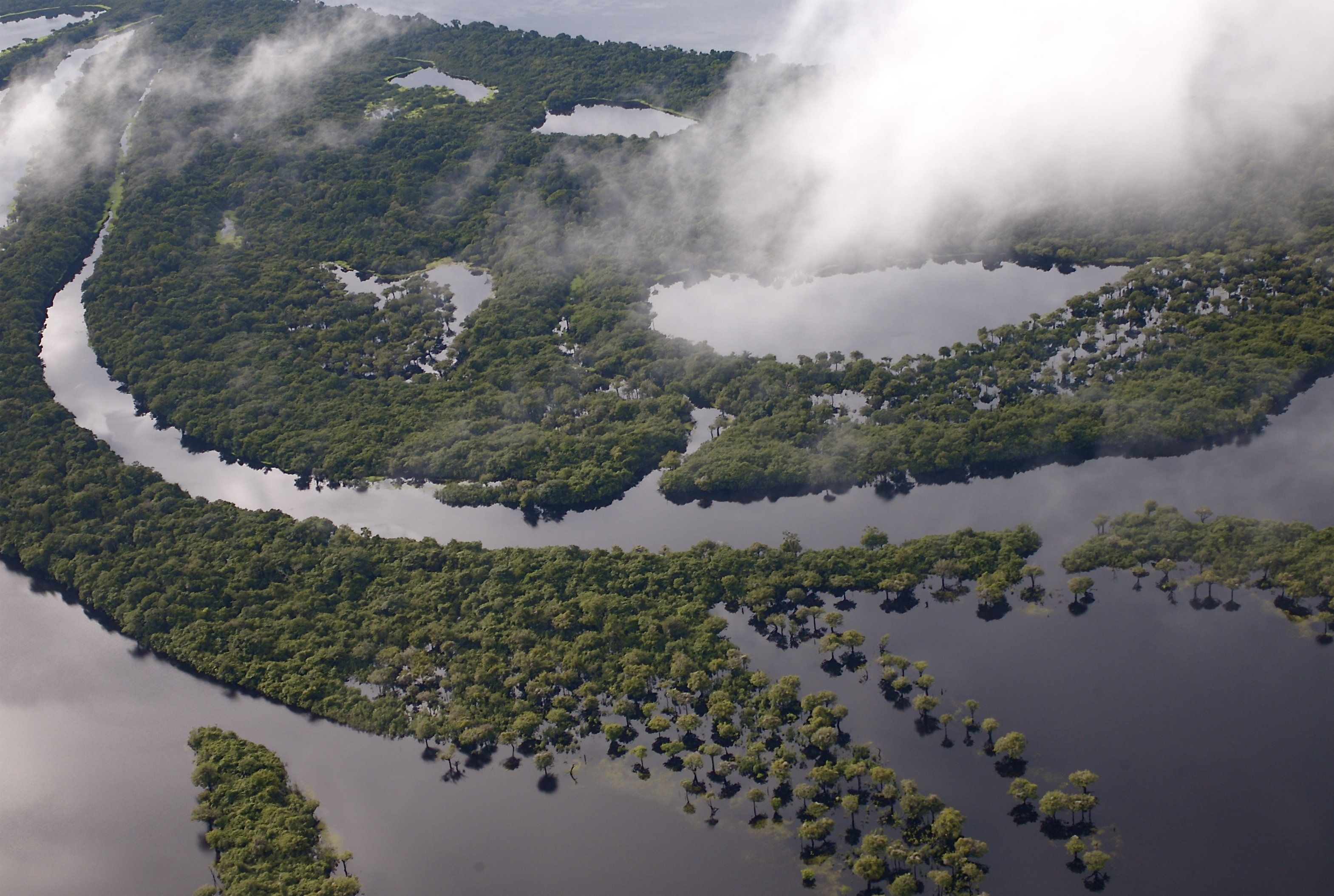
letecký snímek
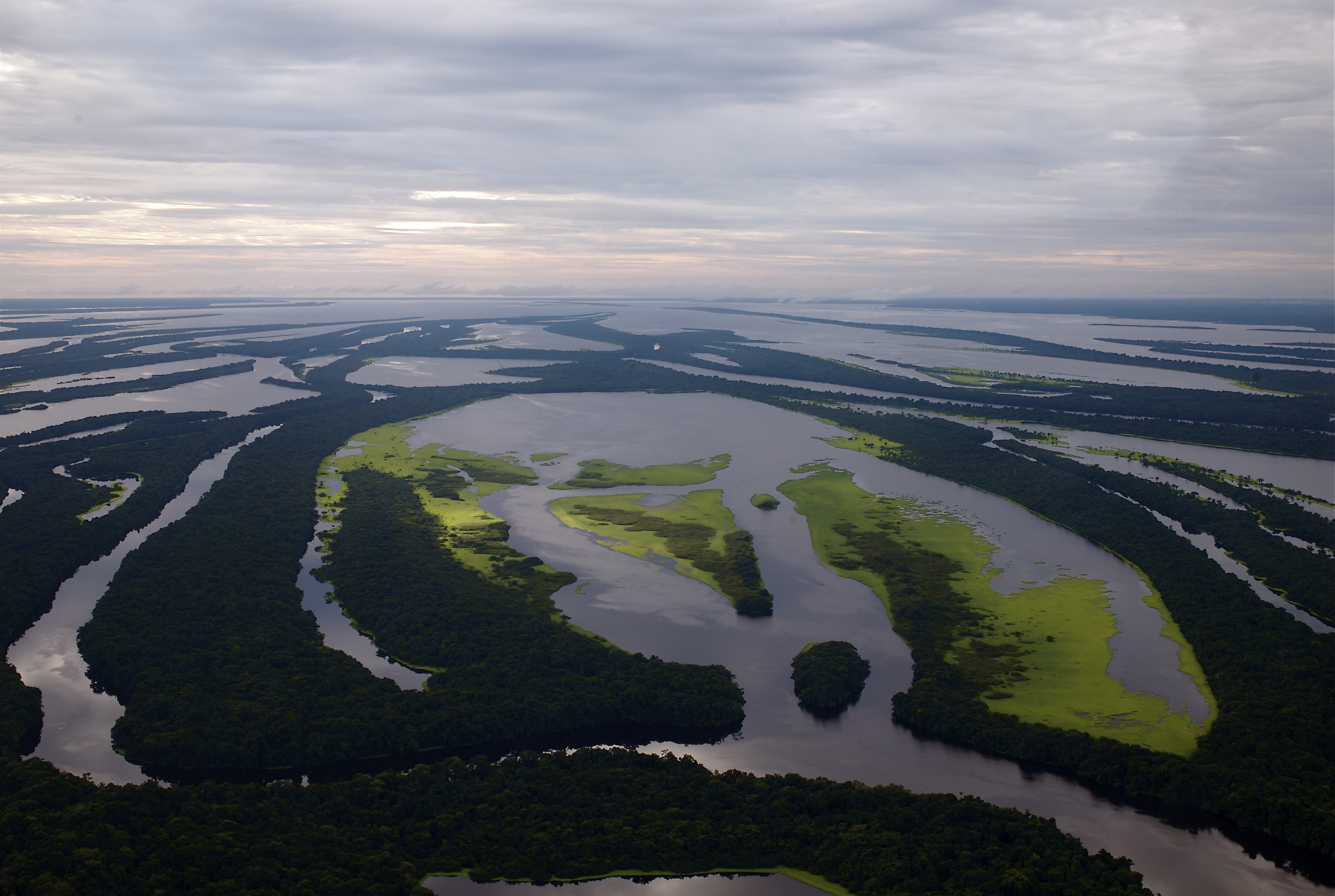
letecký snímek
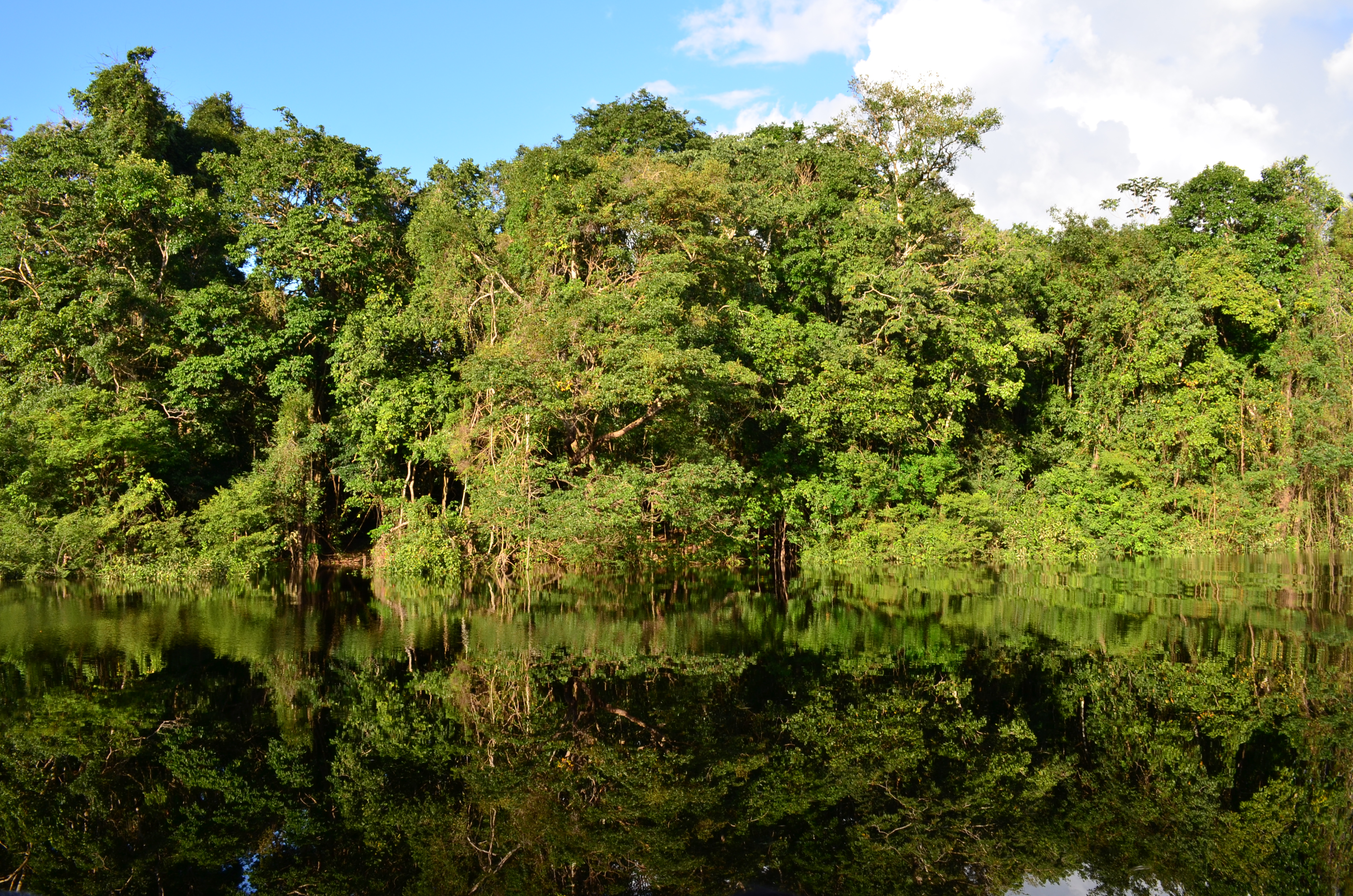
zdejší lesní porost
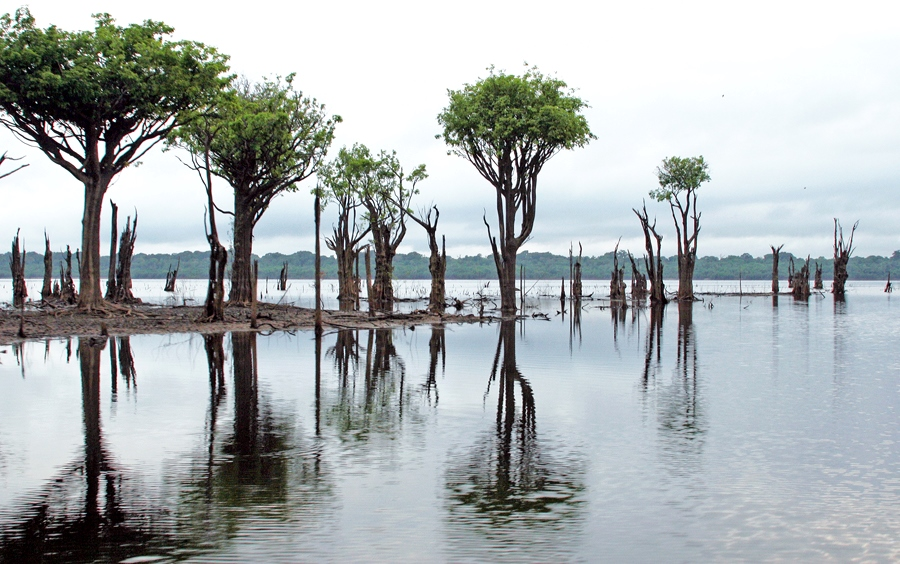
vodní ekosystém Anavilhanas